# Xylariopsis fujiwarai
Xylariopsis fujiwarai är en skalbaggsart som först beskrevs av Hayashi 1994.  Xylariopsis fujiwarai ingår i släktet Xylariopsis och familjen långhorningar.
Artens utbredningsområde är Taiwan. Inga underarter finns listade i Catalogue of Life.